# Vărbovka, Veliko Tărnovo
Vărbovka (în bulgară Върбовка) este un sat în comuna Pavlikeni, regiunea Veliko Tărnovo,  Bulgaria. 

## Demografie
Componența etnică a satului Vărbovka
     Turci (22,35%)
     Bulgari (21,68%)
     Romi (3,75%)
     Nicio identificare (52,21%)
La recensământul din 2011, populația satului Vărbovka era de 1.333 locuitori. Nu există o etnie majoritară, locuitorii fiind turci (22,35%), bulgari (21,68%) și romi (3,75%). Pentru 52,21% din locuitori nu este cunoscută apartenența etnică.